# Jairo Samperio
Jairo Samperio (Cabezón de la Sal, 11 de julho de 1993) é um futebolista profissional espanhol que atua como meia.

## Carreira
Jairo Samperio começou a carreira no Racing Santader.